# Porte Dorée (stanice metra v Paříži)
Porte Dorée je nepřestupní stanice pařížského metra na lince 8 ve 12. obvodu v Paříži. Nachází se na křižovatce Avenue Daumesnil, Boulevard Poniatowski a Boulevard Soult.

## Historie
Stanice byla otevřena 5. května 1931 při prodloužení linky ze stanice Richelieu – Drouot do Porte de Charenton.

## Název
Jméno stanice znamená česky „Zlatá brána“ a je odvozeno od názvu staré městské brány, která zde stávala. Její název mohl vzniknout zkomolením „porte de l'orée du bois“ (brána na okraji lesa).

## Zajímavosti v okolí
- Bois de Vincennes